# Ionophragmium notatum
Ionophragmium notatum är en svampart som beskrevs av Peres & L. Xavier 1961. Ionophragmium notatum ingår i släktet Ionophragmium, divisionen sporsäcksvampar och riket svampar.   Inga underarter finns listade i Catalogue of Life.